# Ministrowie północnego departamentu
Minister ds. Terytoriów Północnych (Secretary of State for the Northern Department), był urzędnikiem ministerialnym w XVII- i XVIII-wiecznej Anglii. W zakresie jego kompetencji znajdowały się sprawy Szkocji i północnych prowincji Anglii oraz stosunki z protestanckimi krajami Europy. Byli też ministrowie południowego departamentu.

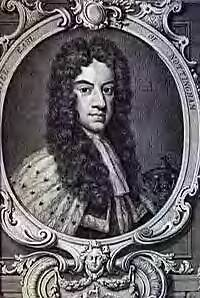
Daniel Finch, 2. hrabia Nottingham

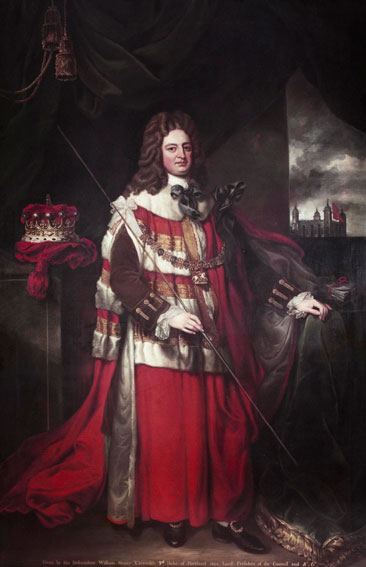
Robert Harley, 1. hrabia Oxford i Mortimer

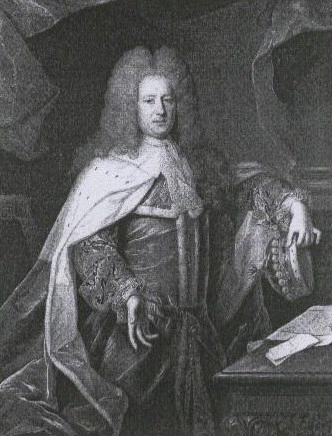
Henry St John, 1. wicehrabia Bolingbroke

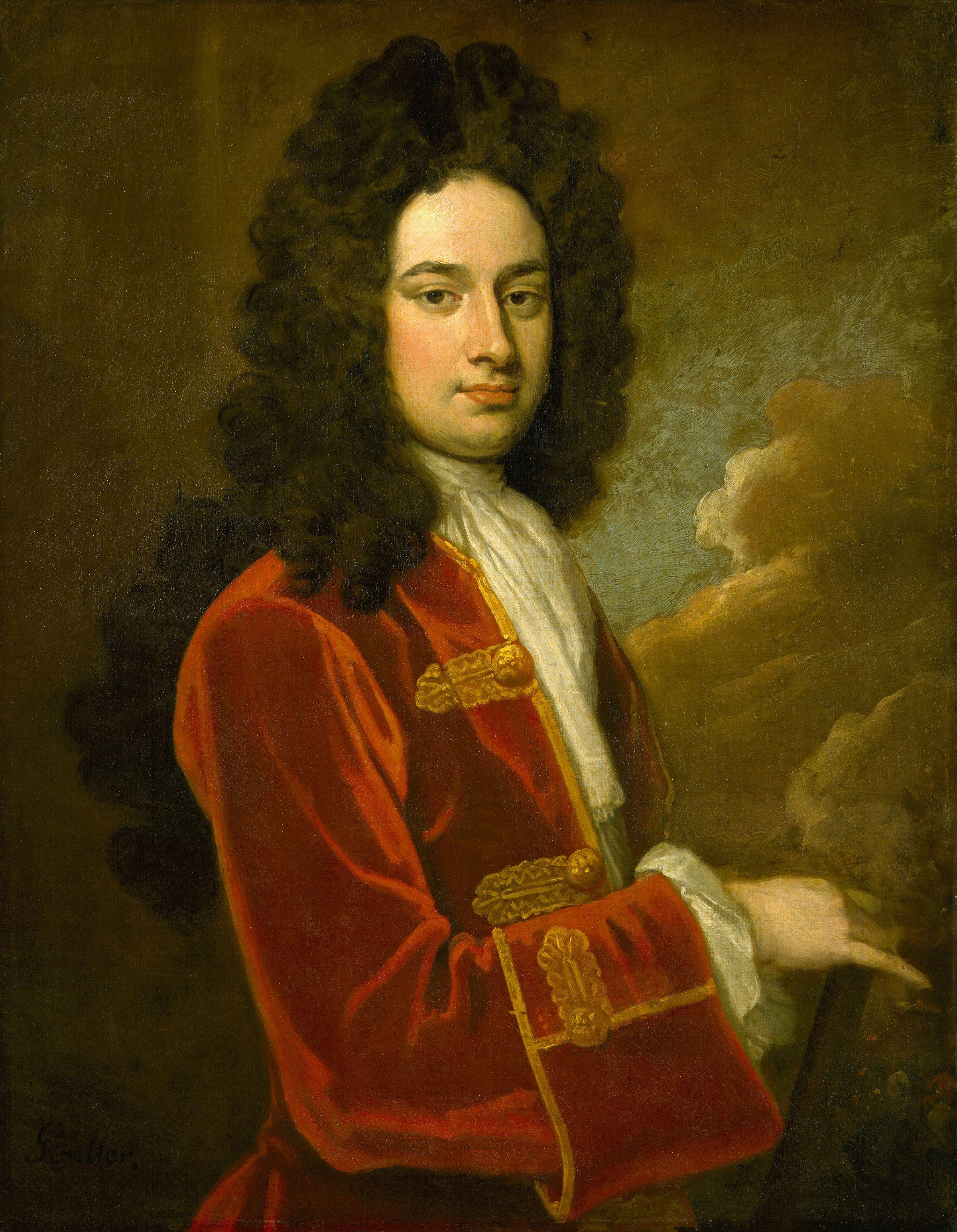
gen. James Stanhope

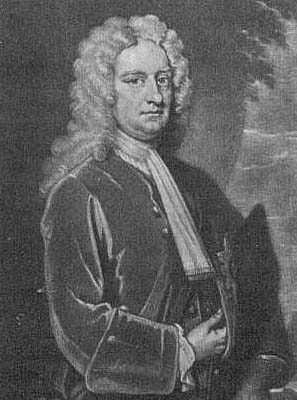
Charles Spencer, 3. hrabia Sunderland

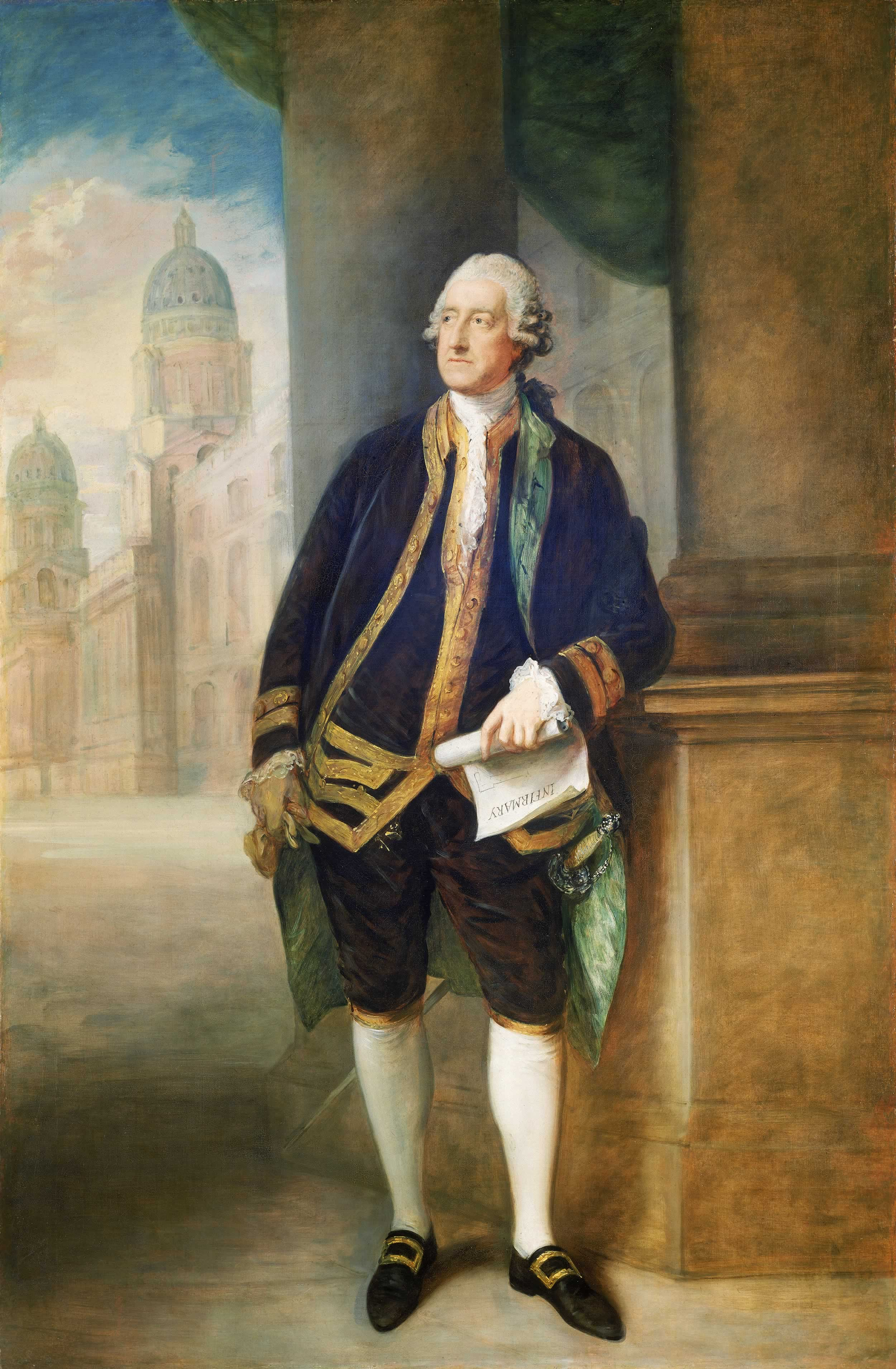
John Montagu, 4. hrabia Sandwich

Urząd przestał istnieć w 1782 r.
| Minister                                         | Czas urzędowania                        |
| ------------------------------------------------ | --------------------------------------- |
| William Morice                                   | 27 czerwca 1660 – 29 września 1668      |
| John Trevor                                      | 29 września 1668 – 8 lipca 1672         |
| Henry Coventry                                   | 8 lipca 1672 – 11 września 1674         |
| Joseph Williamson                                | 11 września 1674 – 20 lutego 1679       |
| Robert Spencer, 2. hrabia Sunderland             | 20 lutego 1679 – 26 kwietnia 1680       |
| Leoline Jenkins                                  | 26 kwietnia 1680 – 2 lutego 1681        |
| Edward Conway, 1. hrabia Conway                  | 2 lutego 1681 – 14 kwietnia 1684        |
| Sidney Godolphin                                 | 14 kwietnia 1684 – 24 sierpnia 1684     |
| Charles Middleton, 2. hrabia Middleton           | 24 sierpnia 1684 – 28 października 1688 |
| Richard Graham, 1. wicehrabia Preston            | 28 października 1688 – 2 grudnia 1688   |
| Daniel Finch, 2. hrabia Nottingham               | 5 marca 1689 – 26 grudnia 1690          |
| Henry Sydney, 1. wicehrabia Sydney               | 26 grudnia 1690 – 3 marca 1692          |
| Daniel Finch, 2. hrabia Nottingham               | 3 marca 1692 – 23 marca 1693            |
| John Trenchard                                   | 23 marca 1693 – 2 marca 1694            |
| Charles Talbot, 1. książę Shrewsbury             | 2 marca 1694 – 3 maja 1695              |
| William Trumbull                                 | 3 maja 1695 – 2 grudnia 1697            |
| James Vernon                                     | 2 grudnia 1697 – 5 listopada 1700       |
| Charles Hedges                                   | 5 listopada 1700 – 29 grudnia 1701      |
| James Vernon                                     | 4 stycznia 1702 – 1 maja 1702           |
| Charles Hedges                                   | 1 maja 1702 – 18 maja 1704              |
| Robert Harley, 1. hrabia Oxford i Mortimer       | 18 maja 1704 – 13 lutego 1708           |
| Henry Boyle                                      | 13 lutego 1708 – 21 września 1710       |
| Henry St John, 1. wicehrabia Bolingbroke         | 21 września 1710 – 17 sierpnia 1713     |
| William Bromley                                  | 17 sierpnia 1713 – 17 września 1714     |
| Charles Townshend, 2. wicehrabia Townshend       | 17 września 1714 – 12 grudnia 1716      |
| James Stanhope                                   | 12 grudnia 1716 – 12 kwietnia 1717      |
| Charles Spencer, 3. hrabia Sunderland            | 12 kwietnia 1717 – 2 marca 1718         |
| James Stanhope, 1. hrabia Stanhope               | 16 marca 1718 – 4 lutego 1721           |
| John Carteret, 2. baron Carteret                 | 5 lutego 1721 – 21 lutego 1721          |
| Charles Townshend, 2. wicehrabia Townshend       | 21 lutego 1721 – 16 maja 1730           |
| William Stanhope, 1. lord Harrington             | 19 czerwca 1730 – 12 lutego 1742        |
| John Carteret, 2. baron Carteret                 | 12 lutego 1742 – 24 listopada 1744      |
| William Stanhope, 1. hrabia Harrington           | 24 listopada 1744 – 10 lutego 1746      |
| John Carteret, 2. hrabia Granville               | 10 lutego 1746 – 14 lutego 1746         |
| William Stanhope, 1. hrabia Harrington           | 14 lutego 1746 – 28 października 1746   |
| Philip Dormer Stanhope, 4. hrabia Chesterfield   | 29 października 1746 – 6 lutego 1748    |
| Thomas Pelham-Holles, 1. książę Newcastle        | 6 lutego 1748 – 23 marca 1754           |
| Robert Darcy, 4. hrabia Holderness               | 23 marca 1754 – 25 marca 1761           |
| John Stuart, 3. hrabia Bute                      | 25 marca 1761 – 27 maja 1762            |
| George Grenville                                 | 27 maja 1762 – 9 października 1762      |
| George Montagu Dunk, 2. hrabia Halifax           | 14 października 1762 – 9 września 1763  |
| John Montagu, 4. hrabia Sandwich                 | 9 września 1763 – 10 lipca 1765         |
| Augustus FitzRoy, 3. książę Grafton              | 12 lipca 1765 – 14 maja 1766            |
| Henry Seymour Conway                             | 23 maja 1766 – 20 stycznia 1768         |
| Thomas Thynne, 3. wicehrabia Weymouth            | 20 stycznia 1768 – 21 października 1768 |
| William Nassau de Zuylestein, 4. hrabia Rochford | 21 października 1768 – 19 grudnia 1770  |
| John Montagu, 4. hrabia Sandwich                 | 19 grudnia 1770 – 12 stycznia 1771      |
| George Montagu Dunk, 2. hrabia Halifax           | 19 stycznia 1771 – 6 czerwca 1771       |
| Henry Howard, 12. hrabia Suffolk                 | 12 czerwca 1771 – 7 marca 1779          |
| Thomas Thynne, 3. wicehrabia Weymouth            | 7 marca 1779 – 27 października 1779     |
| David Murray, 7. wicehrabia Stormont             | 27 października 1779 – 27 marca 1782    |